# Palpomyia wirthi
Palpomyia wirthi är en tvåvingeart som beskrevs av Lane, Forattini och Rabello 1955. Palpomyia wirthi ingår i släktet Palpomyia och familjen svidknott. Inga underarter finns listade i Catalogue of Life.